# Ujong
Ujong is een bestuurslaag in het regentschap Aceh Utara van de provincie Atjeh, Indonesië. Ujong telt 734 inwoners (volkstelling 2010).